# Зіткнення в Куманові
Зіткнення в Куманові — перестрілка, що відбулася під час поліцейського рейду між силами поліції та озброєною групою, що назвала себе Армією національного визволення (АНВ), 9 травня 2015 року в місті Куманові на півночі Македонії. Під час перестрілки восьмеро македонських поліцейських і 10 бойовиків було вбито, а 37 офіцерів зазнали поранень і були госпіталізовані. 10 травня в ході спільної операції поліції і збройних сил 28 чоловік були заарештовані і звинувачені македонською владою в «зв'язках із тероризмом».

## Передумови
Перестрілка відбулася на фоні гострої політичної кризи, що розпочалася з моменту загальних виборів у 2014 році. Головна опозиційна партія Соціал-демократичний союз Македонії заявила про фальсифікацію виборів, засудила перемогу консервативної ВМРО-ДПМНЄ та згодом бойкотувала парламент. З початку 2015 року лідер соціал-демократів Зоран Заєв отримав велику кількість незаконних записів телефонних розмов, буцімто організованих прем'єр-міністром Николою Груєвським. Заєв почав випускати інформаційні «бомби» щодо прослуховування розмов консервативних урядових чиновників, зокрема прем'єр-міністра Николи Груєвського. При цьому він зробив заяву, що Груєвський наказав почати прослуховування 20 000 громадян Македонії та що він намагається взяти контроль за судовою системою.
У жовтні 2014 року будівлю македонського уряду обстріляли двома снарядами з, ймовірно, РПГ. Через тиждень після атаки до телеканалу Alsat-M надіслали повідомлення албанською мовою, підписаною групою осіб, пов'язаних з розформованою Армією національного визволення (АНВ), які взяли відповідальність за атаку. АНВ були головним учасником війни 2001 року. У листі зазначалось, що уряд Македонії веде проросійську політику, і що АНВ вимагає вступу країни до Європейського Союзу та НАТО.
За даними македонської поліції, 21 квітня 2015 року поліцейський пост у гірському селищі Гошінце на кордоні між Македонією та спірним Косовом був атакований силами 40 добре озброєних осіб, одягнутих в уніформу і які заявляли про приналежність до АНВ.
3 травня в штаб найбільшої албанської партії в Македонії Демократичний союз за інтеграцію кинули ручну гранату. Інцидент обійшовся без втрат та без підозрюваних. Проте з'явились підозри, що напад пов'язаний із зростанням критики партії серед етнічних албанців через тісні зв'язки з консерваторами.
Опозиція звинуватила уряд в намаганні приховати смерть людини у 2011 році та журналіста в 2013 році, що спричинили 5 травня насильницькі протести проти жорстокості поліції. Представники влади заявили про 38 поранених працівників поліції.

## Подія
Рано вранці македонські ЗМІ з посиланням на жителів селища Зажаз неподалік Куманова повідомили про 50 озброєних людей. У цьому районі проживає велика албанська громада. Згодом уряд заявив про збройну групу чисельністю в 50—70 осіб, які заховалися у приватних домівках у селі Діва. Група була озброєна автоматами, снайперськими гвинтівками та гранатами і за словами посадовців була добре підготовленою. Вранці поліція втратила 3 працівників, а 12 зазнали поранень, хоча неофіційні джерела повідомляли про 20 поранених. Упродовж дня силами поліції відбулась евакуація місцевих жителів у районі дій. Сербські ЗМІ повідомили про велику групу албанців, які перетнули кордон із Сербією. Під час зіткнення представники Місії ОБСЄ в Скоп'є спілкувалися з членами озброєної групи і представниками Міністерства внутрішніх справ. 14 травня посол США в ОБСЄ Деніел Баер подякував Місії ОБСЄ в Скоп'є за «конструктивну роль в сприянні припинення вогню».
О 18 годині за місцевим часом ЗМІ повідомили про припинення бою і що 27 бойовиків здалися поліції. Тим не менш, незважаючи на здачу великої кількості бойовиків, в місті продовжувалась стрілянина. Слідчі встановили серед бойовиків громадян Албанії та Косово, і що за ціль нападу вони обрали державні установи. За повідомленням албанських ЗМІ відповідальність взяла АНВ. 10 травня поліція заявила про повну нейтралізацію збройної групи. Було вбито восьмеро поліцейських[B].

## Наслідки
Після нападу македонська прокуратура звинуватила 30 бойовиків в тероризмі. Влада заявила, що 18 бойовиків з цього числа були нелегальними мігрантами албанського походження з Республіки Косово[A]. МВС Македонії заявило, що в ході операції було вбито восьмеро поліцейських і 14 бойовиків, 37 зазнали поранень. 10 травня 2015 року президент Республіки Македонія Георге Іванов скликав термінове засідання Ради національної безпеки країни, під час якого в президентському палаці для обговорення подій в Куманові зустрілись керівництво македонської армії, поліції та політичні лідери правлячих й опозиційних партій. Після зустрічі Іванов заявив, що «поліція попередила скоординовані терористичні акти в різних місцях країни, які могли викликати серйозну дестабілізацію, хаос і страх», додавши, що влада була повідомлена про діяльність збройної групи з «початку 2015 року». Уряд Македонії оголосив дводенну жалобу в пам'ять про співробітників поліції, які загинули під час нападу.

### Офіційні заяви

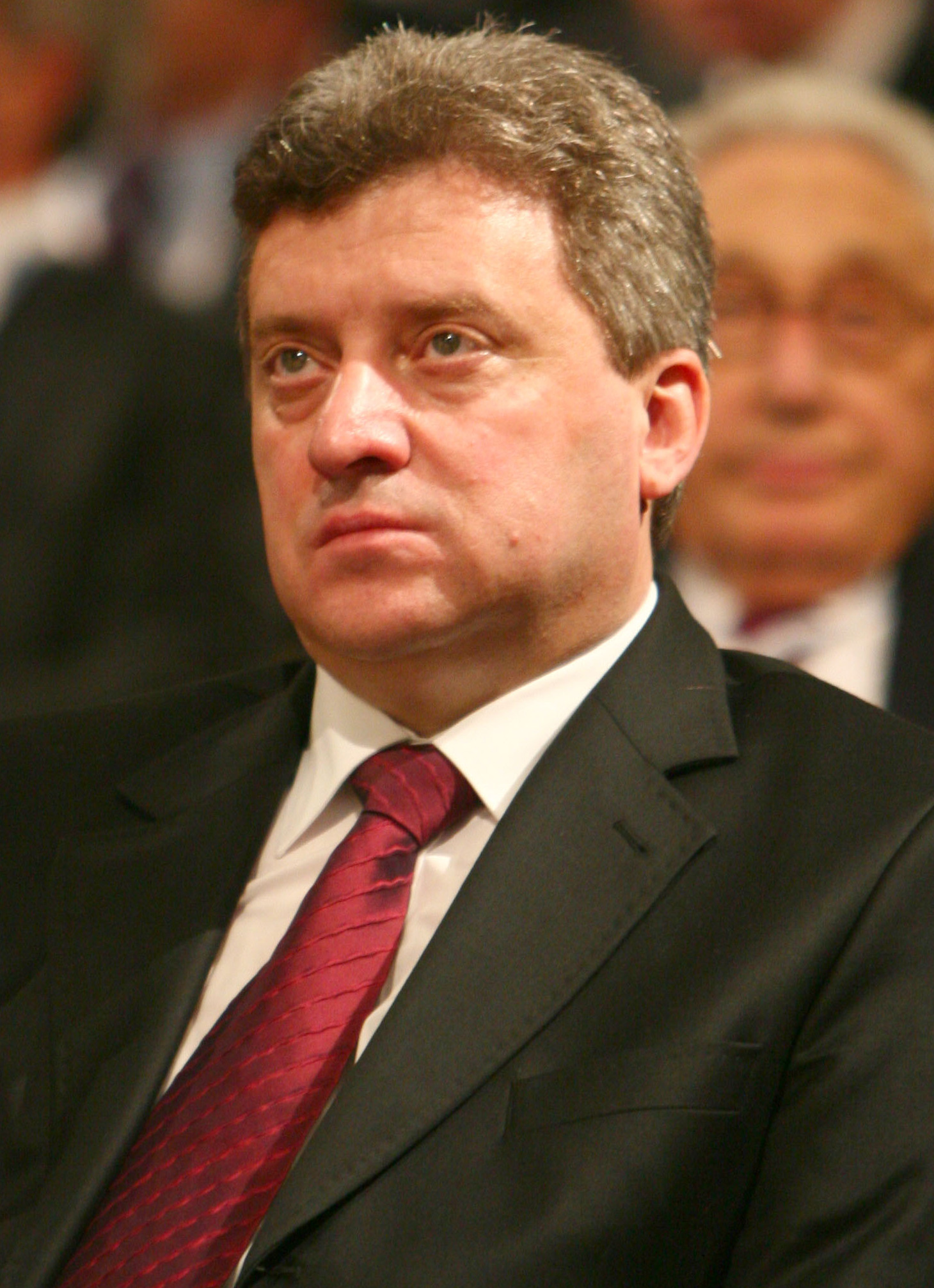
Президент Македонії Джорге Іванов сказав, що причиною конфлікту стало залишення Македонії «поза європейської інтеграції»"

В своїй промові прем'єр-міністр Македонії Никола Груєвський високо оцінив поліцейську операцію, назвавши її «високопрофесійною, героїчною і патріотичною акцією», та додав, що «група планувала атакувати спортивні заходи, торгівельні центри, а також державні установи». Він також віддав пошану вісьмом поліцейським, які загинули під час рейду, також заявивши, що «їхня мужність попередила вбивство ще 8000 осіб». Груєвський у своєму виступі по телебаченню сказав, що «це не конфлікт між македонцями й албанцями, а конфлікт між людьми, для яких держава нічого не значить, та людьми, які підтримують державу».
Президент Іванов заявив, що македонській владі відомо про присутність терористичної групи всередині країни з початку 2015 року. Під час свого виступу в Раді національної безпеки він додав, що він проінформував представників Європейського союзу і НАТО про існування групи бойовиків, без «особливих результатів» з їхнього боку. Президент також заявив, що «на засіданні Ради національної безпеки, в якому взяли участь представники опозиції, напад на безпеку країни, мета якого була дестабілізація Македонії, був рішучим чином засуджений», відзначивши, що «давно пора активізувати ці розмови» щодо питання вступу Македонії до Європейського Союзу і НАТО.

### Звинувачення
Зіткнення відбулися згодом після виходу аудіозаписів, в яких зафіксовано факти масової корупції, вчиненої правлячою партією. Більшість лідерів опозиції і політичних експертів стверджували, що перестрілка була політично організованою з метою відволікти увагу суспільства від скандалів, пов'язаних із звинуваченнями в корупції. Вони також стверджували, про існування свідчень того, що озброєній групі за організацію нападу виплатили 2 мільйона євро. Прем'єр-міністр Зоран Заєв заявив про проведення щодо подій в Куманові міжнародного розслідування, якими б делікатними чи суперечливими вони не були.

### Міжнародна реакція
- Албанія — Міністр закордонних справ Албанії Дітмір Бушаті закликав провести міжнародне розслідування стрілянини. Він заявив, що Охридська угода та її реалізація є «основою демократичної стабільності й євроатлантичного майбутнього Македонії» і що «в Македонії повинні поважитися демократичні права».[53] Прем'єр-міністр Албанії Еді Рама також відреагував на цю подію і під час зустрічі міністрів він заявив, що його країна накладе вето на кандидатуру Македонії в НАТО, якщо вона не буде поважати права своєї албанської меншини.[54]
- Болгарія — 13 травня 2015 року під час виступу в парламенті прем'єр-міністр Болгарії Бойко Борисов повідомив, що він відправив підрозділи болгарської армії до кордону з Македонією[55] щоб зупинити можливий потік біженців в країну і підготуватися до боротьби з можливими терористичними атаками.[55]
- Греція — Міністр закордонних справ Греції Нікос Коціас під час зустрічі з македонським колегою висловив від імені Греції співчуття сім'ям жертв.[56]
- ЄС — Єврокомісар з переговорів про розширення та політики сусідства Йоганнес Ган відправив три повідомлення щодо нападів в Куманові, написавши: «Ми закликаємо всі занепокоєні і зацікавлені сторони співпрацювати щодо вияснення того, що сталося, хто відповідальний і хто несе за це відповідальність і діяти спільно в цьому питанні».[57] Він також заявив, що закликає «владу і всіх політичних і громадських діячів співпрацювати, відновлювати спокій і повністю розслідувати події об'єктивним і прозорим чином в рамках закону».[58]
- Косово[A] — Міністерство закордонних справ Республіки Косово виступило зі заявою, що засуджує насилля, і закликало дотримуватися Охридської угоди.[59] На зустрічі з послом Македонії в Косово заступник міністра закордонних справ Петріт Селімі пообіцяв, що Косово активізує співпрацю з македонською владою, і погодився поділитися інформацією про підозрюваних в скоєнні злочину.[60]
- НАТО — Генеральний секретар НАТО Єнс Столтенберг на прес-конференції в штаб-квартирі НАТО в Брюсселі заявив, що «македонська поліція була готовою до вирішення ситуації, проте, на жаль, з втратами [sic]», додавши: «Я закликаю всіх проявити стриманість й уникати подальшої ескалації в інтересах країни і всього регіону».[61][62] В його офіційній письмовій заяві вказано, що «важливо, щоби всі політичні і громадські діячі працювали разом, щоб відновити спокій і провести прозоре розслідування, щоб встановити що сталося».[63]
- Росія — В заяві російського МЗС зазначено, що воно підтримує консервативний уряд Николи Груєвського, заявляючи, що «в останні дні в Македонії спалахнула антиурядова діяльність, що викликає занепокоєння»; нижче зазначалось, що «вибір більшості опозиційних рухів і неурядових організацій, натхненних Заходом, логіки вулиці і відомого сценарію „кольорової революції“ повний небезпечних наслідків».[46] 15 травня міністр закордонних справ Росії Сергій Лавров заявив, що за цими подіями стоять іноземні уряди: «Об'єктивно кажучи, події в Македонії розгортаються на фоні відмови уряду приєднатися до політики санкцій проти Росії та активної підтримки, яку Скоп'є забезпечує проекту будівництва газопроводу „Турецький потік“, проти якого виступають більшість як у Брюсселі, так і за океаном. Тому ми не можемо не відчувати, що тут є якийсь зв'язок».[64]
- Сербія — Президент Сербії Томислав Николич відправив листа президенту Македонії зі словами співчуття в зв'язку з подіями в Куманові, написавши, що «глибоко занепокоєний новинами про кровопролиття в Куманові, спричинене фанатичними терористичними актами».[65] Крім того, прем'єр-міністр Сербії Александар Вучич відправив Груєвському телеграму, заявивши, що «від імені уряду Сербії і від себе особисто я хотів би висловити щирі співчуття вам і сім'ям загиблим».[65] Начальник Агенції військової розвідки Сербії заявив, що він повідомляв македонських колег про раптові напади, проте співробітники македонської розвідки вважали, що заяви були занадто перебільшеними.[66]
- Туреччина — Міністерство закордонних справ Туреччини висловило надію, що політична напруженість, яка тривала в Республіці Македонії впродовж певного проміжку часу, буде вирішена демократичними засобами в рамках принципу верховенства права, діалогу і внутрішнього миру, а міжетнічний баланс, досягнутий в рамках Охридської рамкової угоди 2001 року, не постраждає.[67]

## Нотатки
1. ^ Косово є предметом територіального спору між Республікою Косово і Республікою Сербією. Косово в односторонньому порядку проголосив незалежність 17 лютого 2008 року, проте Сербія продовжує претендувати на нього як на частину своєї суверенної території. Уряди обох країн почали нормалізувати відносини в 2013 році в рамках Брюссельської угоди. 113 із 193 держав-членів ООН визнали Косово як незалежну державу, 10 з них згодом відкликали визнання
2. ^ Список убитих поліцейських: Бобан Івановік (1968, Стаковці); Горан Ілієвський (1974, Гостивар); Горан Стойменовік (1970, Міладіновці); Зарко Кузьмановський (1981, Брвениця); Ісамедін Османі (1983, Студенічані); Любіша Арангеловік (1966, Скоп'є); Ненад Серафімовський (1987, Зубовце); Сашо Самойловський (1982, Брвениця).[68]